# زاز (خودرو)

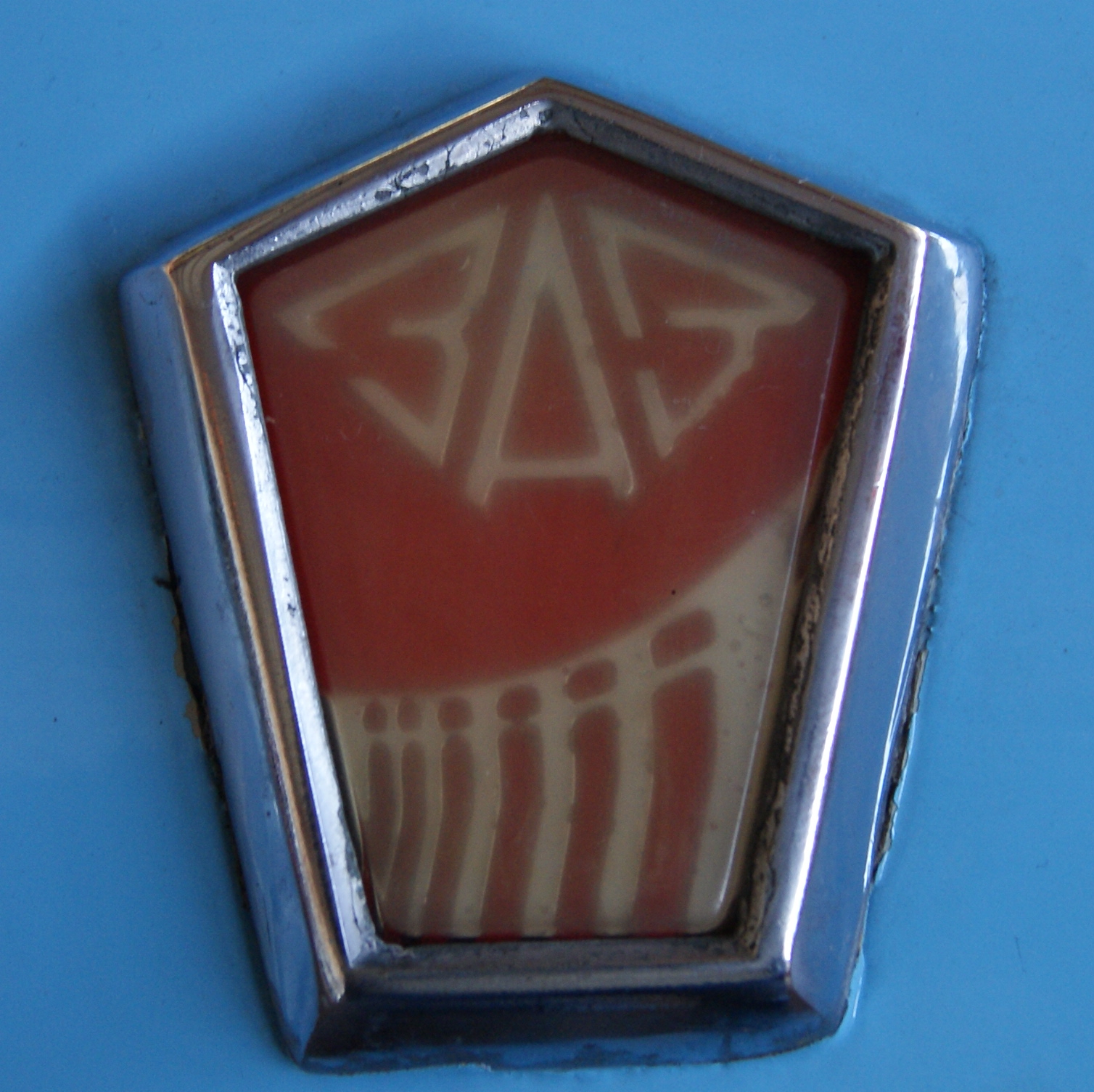
لوگوی ZAZ-966

زاز زاپوروژتس (اوکراینی: Запоро́жець; روسی: Запоро́жец ) اتوموبیل شهری نسل اول است و از سال 1958 در کارخانه زاز در شوروی سابق و اوکراین طراحی و ساخته شده است.

## ZAZ-965A

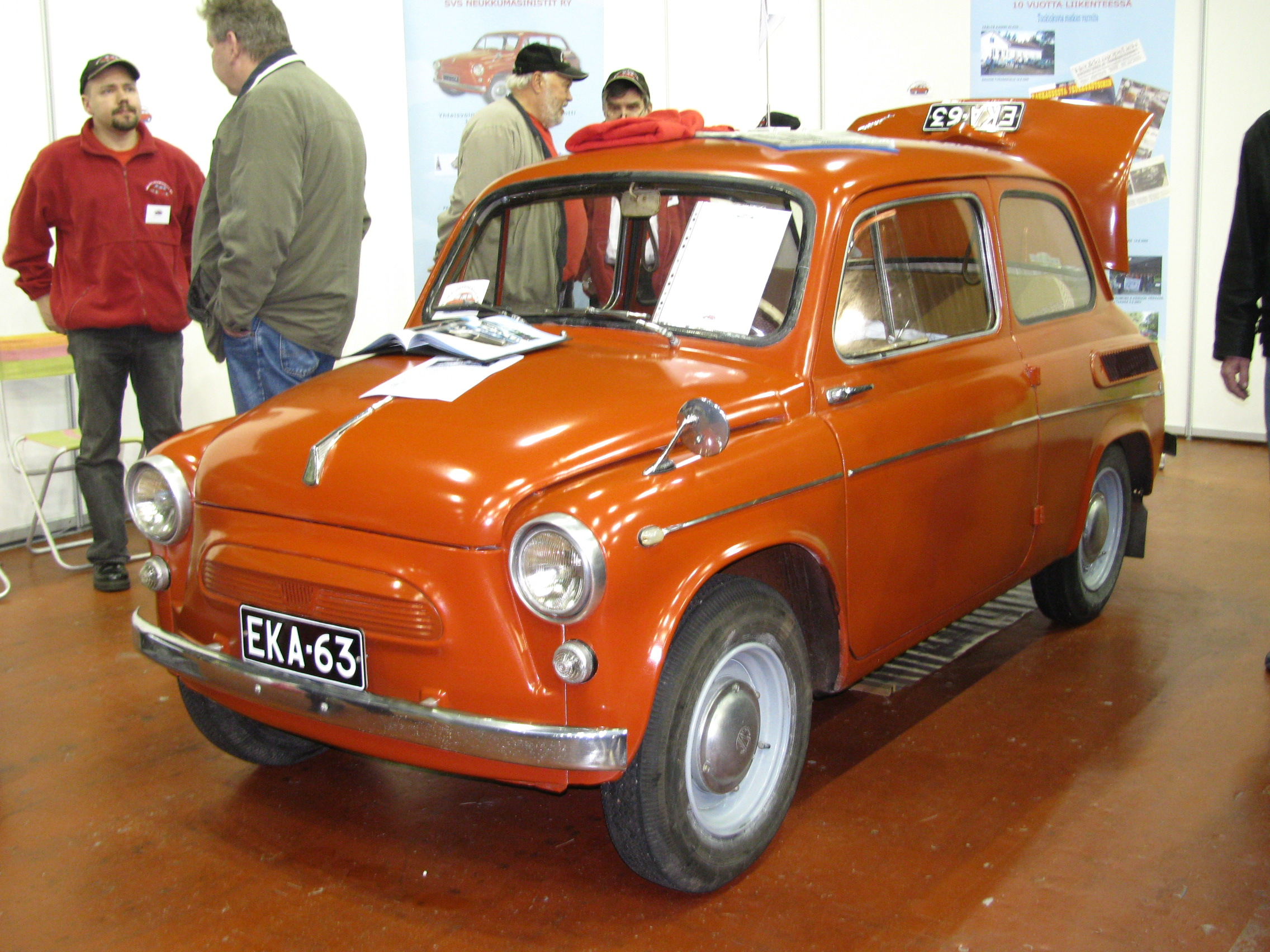
ZAZ-965AE

مدل 965A از نوامبر سال 1962 تا مارس سال 1969 تولید شد. در مجموع 322,106 خودرو از این مدل تولید شد.